# Rosa-Courage-Preis
Der Rosa-Courage-Preis für herausragendes Engagement für die Belange von Lesben und Schwulen (beziehungsweise queeren Menschen) wird jährlich seit 1992 verliehen.

## Geschichte
Die Preisverleihung findet traditionell im Rahmen des Osnabrücker Kulturfestivals Gay in May statt. Das queere Kulturfestival, das erstmals 1979 stattfand, ist das ältestete seiner Art in Deutschland. Der Trägerverein bietet über das im Mai stattfindende Festival hinaus ganzjährig queere Veranstaltungen in Osnabrück und Umgebung an und richtet auch die jährliche Preisverleihung im städtischen Rathaus aus. Über das Festival und insbesondere die Preisverleihung wird bundesweit in den Medien berichtet.

## Preisträger
- 1992: Gisela Bleibtreu-Ehrenberg
- 1993: Andreas Meyer-Hanno
- 1994: Waldschlösschen / Rainer Marbach
- 1995: Claudia Roth
- 1996: Hans-Georg Wiedemann
- 1997: Claudia Schoppmann
- 1998: Egmont Fassbinder
- 1999: Maria Sabine Augstein
- 2000: Yachad Deutschland e.V.
- 2001: Christian* Schenk
- 2002: Wieland Speck
- 2003: Carolina Brauckmann
- 2004: Lutz van Dijk
- 2005: Maren Kroymann
- 2006: Hans Hengelein
- 2007: Brigitte Zypries
- 2008: Rosa von Praunheim
- 2009: Hella von Sinnen & Cornelia Scheel
- 2010: Ralf König
- 2011: Karen-Susan Fessel
- 2012: Manfred Bruns
- 2013: Ulrike Lunacek
- 2014: „Coming out“ (St. Petersburg)
- 2015: Klaus Wowereit
- 2016: Elizabeth IKhaxas & Liz Frank
- 2017: Volker Beck
- 2018: Elfi Scho-Antwerpes
- 2019: Romy Haag
- 2021: Carolin Emcke
- 2022: Anbid Zaman
- 2023: Katharina Oguntoye
- 2024: #ActOut und #OutinChurch
- 2025: Sven Lehmann